# Biserica Mizericordienilor din Oradea
Biserica Mizericordienilor, cu hramul „Îngerii păzitori”, este un monument istoric aflat pe teritoriul municipiului Oradea. În Repertoriul Arheologic Național, monumentul apare cu codul 26573.32.
Până în 1949 a fost biserica Spitalului Mizericordienilor din Oradea.
Lăcașul a fost restituit după 1990 Diecezei de Oradea și este în prezent una din cele trei biserici ale Parohiei Oradea-Olosig.